# Steenokkerzeel
Steenokkerzeel là một đô thị ở tỉnh Vlaams-Brabant. Đô thị này bao gồm các thị xã Melsbroek, Perk và Steenokkerzeel proper. Tại thời điểm ngày 1 tháng 1 năm 2006,  Steenokkerzeel có tổng dân số 10.835 người. Tổng diện tích là 23,46 km² với mật độ dân số là 462 người trên mỗi km².